# Rozinek Artúr
Rozinek Artúr (Ruma, 1884. március 20. – Budapest, 1965. április 6.) gépész- és elektromérnök, feltaláló.

## Életpályája
Tanulmányait a bécsi műegyetemen végezte el. Pályája kezdetén külföldi cégeknél gőzturbinák szerkesztésével foglalkozott. Ekkorra tehető a gőzturbinák megszaladás elleni automatikus védelmére vonatkozó találmánya, melyet Stodola Aurél (1859–1942) zürichi professzor alapvető jelentőségű könyvében ismertetett. 1923–1945 között a Magyar Általános Kőszén (MÁK) műszaki igazgatója volt. 1945-ben a prágai műegyetem műszaki doktorává avatta.

### Munkássága
Műszaki igazgatóként bányászati erőművek tervezésével, létesítésével és fejlesztésével foglalkozott. Többek között megépítette, majd kétszeresére bővítette a tatabányai alumíniumkohót. Munkásságának súlypontja az energetika, közelebbről a tüzeléstechnika területére esett. A bányák addig eladhatatlan aprószénkészletének értékesítéséhez sikeres kazántípust szerkesztett központi fűtés céljára. Élete fő műve Szikla Gézával (1882–1963) együtt kidolgozott találmánya, a Szikla-Rozinek néven ismert lebegtető rendszerű tüzelőberendezés, mellyel gyenge minőségű, őrletlen porszenek is gazdaságosan elégethetők. Tanulmányai jelentek meg főként a gőzturbinák, a tüzeléstechnika és a hőgazdálkodás kérdéseiről.

Sírja a Farkasréti temetőben található (33/3-3-16). Sírfelirata: 

„Mellőztetve is lankadatlanul dolgozott a műszaki kutatótudományok haladásáért.”

## Családja
Szülei: Rozinek János és Leibhard Amália voltak. Felesége, Votisky Ilona (1903-1993) zenetanár volt, akivel 1952-ben, Budapesten kötött házasságot.

## Művei
- Füst ellen való védekezés tüzeléstechnikai megvilágításban (1933)

## Díjai
- Hollán-pályadíj (1942)
- Cserháti-emlékérem (1944)